# Le Sexe fou
Pour plus de détails, voir Fiche technique et Distribution.
Le Sexe fou (Sessomatto) est un film à sketches franco-italien réalisé par Dino Risi et sorti en 1973.

## Synopsis
Le film est composé de neuf segments. Tous les segments ont comme point commun le sexe et les perversions sexuelles.
1. Madame, il est huit heures ! (Signora, sono le otto) — durée du segment 10'
Dès le réveil, une maîtresse de maison (Laura Antonelli) fait l'amour à un serveur (Giancarlo Giannini).
2. Deux cœurs et une bicoque (Due cuori e una baracca) — 5'30''
Deux pauvres (Giancarlo Giannini et Laura Antonelli) se soupçonnent mutuellement de se tromper. Ils font la paix à chaque fois, puis font l'amour tout en parlant de ce qu’ils vont manger le lendemain.
3. Il n'est jamais trop tard (Non è mai troppo tardi) — 7'30''
Un avocat (Giancarlo Giannini) néglige sa jeune et belle épouse (Laura Antonelli) car il aime les vieilles femmes et une en particulier (Paola Borboni). Il parvient enfin à faire l'amour avec elle, et même avec la mère nonagénaire de celle-ci.
4. Lune de miel (Viaggio di nozze) — 17'
Deux jeunes mariés (Giancarlo Giannini et Laura Antonelli) font leur voyage de noces à Venise, mais ils ne peuvent pas consommer le mariage à cause de lui. Elle découvre qu'il ne peut faire l’amour que dans les transports publics et ils le feront pour la première fois dans l'ascenseur de leur immeuble.
5. Reviens mon lapin (Torna piccina mia) — 7'
Un homme délaissé par sa femme demande à une jeune et jolie prostituée de s'habiller comme elle le temps d'une soirée.
6. Travailleurs italiens à l'étranger (Lavoratore italiano all'estero) — 7'
Un Italien (Giancarlo Giannini) qui a émigré au Danemark, travaille comme donneur de sperme. Ce jour-là, à l’hôpital, il se masturbe en pensant à la sœur en cornette qui assure le service (Laura Antonelli).
7. La Vendetta (La vendetta) — 11'
Une veuve sicilienne de Collesano (Laura Antonelli) dont le mari (Giancarlo Giannini) a été tué par la mafia, tue le chef après une nuit d’amour torride. Son cœur n’a pas résisté au traitement. Son mari est ainsi vengé.
8. Un amour difficile (Un amore difficile) — 25'
Saturnino (Giancarlo Giannini), dit Nino, un jeune homme originaire des Pouilles vient d'arriver à Milan en quête de fortune. Il croit qu'il peut compter sur son frère. Arrivé chez ce dernier, il apprend par l'ancienne femme de son frère que celui-ci a disparu depuis longtemps. Avant de retourner au pays, Saturnino se rend à une soirée dansante, où il rencontre Gilda (Alberto Lionello), une dame fascinante de Milan dont il tombe éperdument amoureux. Les rapports entre eux se révéleront très houleux et Nino subit un premier revers lorsqu’il se rend compte que Gilda est une prostituée. Juste assez de temps pour faire la paix, et le couple souffre d’un autre avatar quand Nino découvre que Gilda n'est pas une femme, mais un travesti. Ce nouvel obstacle surmonté, les choses se compliquent fortement, lorsque les deux réalisent qu’en fait ils sont frères.
9. L'Invité (L'ospite) — 15'
La femme (Laura Antonelli) d'un industriel (Duilio Del Prete), séduit un invité (Giancarlo Giannini) qui est venu à sa maison pour le dîner. Finalement le mari va chasser l'invité et remercier sa femme d’avoir fait ce qu’il demandait. Excité par elle, l'homme saute sur la femme de chambre.

## Fiche technique
Sauf indication contraire, les informations mentionnées dans cette section peuvent être confirmées par la base de données cinématographiques Unifrance,  présente dans la section « Liens externes ».
- Titre français : Le Sexe fou ou Sexe fou[2]
- Titre original italien : Sessomatto[3]
- Réalisation : Dino Risi
- Scénario : Ruggero Maccari
- Photographie : Alfio Contini
- Montage : Lorenzo Baraldi (it)
- Musique : Armando Trovajoli
- Costumes : Enrico Job (it)
- Production : Pio Angeletti (it), Adriano De Micheli (it), Jacques Pezet
- Sociétés de production : Dean Film, Cinetirrenia, Agence méditerranéenne de location de films
- Pays de production :  Italie -  France
- Langue originale : italien
- Format : couleur par Technicolor - 1,85:1 - Son mono - 35 mm
- Genre : comédie érotique italienne à sketches
- Durée : 120 minutes[3]
- Dates de sortie :
  - Italie : 20 décembre 1973
  - France : 8 mai 1974 (reprise le 26 août 2020)

## Distribution

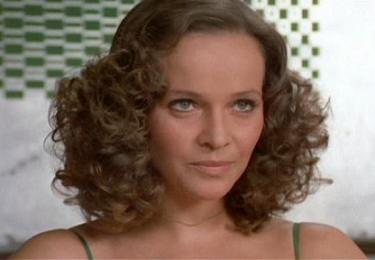
Laura Antonelli dans Sexe fou

- Laura Antonelli (VF : Perrette Pradier) : Madame Juliette/ Celestina/ la femme d'Enrico/ Grazia/ Tamara/ la nonne/ Donna Mimma Maccò/ Tiziana
- Giancarlo Giannini : Domenico/ Cesaretto/ Enrico/ Lello/ Giansiro/ le Donneur/ Michele Maccò/ Saturnino/ Docteur Bianchi
- Paola Borboni : Esperia (segment Il n'est jamais trop tard)
- Alberto Lionello : Cosimo/Gilda
- Duilio Del Prete : le mari (segment L'Invité)
- Carla Mancini : la femme de chambre (segment L'Invité)
- Franca Scagnetti : la mère de Grazia (segment Lune de miel)
- Lino Puglisi : Don Alvaro Macaluso (segment La Vendetta)
- Cinzia Romanazzi : l'amie de Grazia (segment Lune de miel)
- Pippi Stamazza : Peppino (segment Un amour difficile)
- Patrizia Mauro
- Lorenzo Piani

## Bande originale
1. Sessomatto - 3:36
2. Two Happy People (Michael Fraser/Armando Trovajoli) - 2:17
3. Signora sono le otto - 2:40
4. Due cuori e una baracca 1:38
5. Palm Tree - 1:38
6. L'ospite - 3:09
7. Viaggio di nozze - 2:20
8. Un amore difficile - 2:16
9. Delitto sessuale - 3:34
10. D'amore si muore - 1:04
11. I Apologise Mr. Rossini - 2:28
12. Kinky Peanuts - 3:35
13. Torna piccola mia - 2:33
14. Non è mai troppo tardi - 2:00
15. Searching For Something (Michael Fraser/Armando Trovajoli) - 2:07
16. Sessomatto - 2:00

## Exploitation
Le film a été un succès commercial,.